# Hana Financial Group
Hana Financial Group Inc. es un holding de Corea del Sur que tiene por su subsidiaria de bandera el Hana Bank, el tercer banco por valor de los activos de Corea del Sur.
Como parte de su conversión en holding, Hana Bank fue retirada de la bolsa de Corea el 28 de noviembre de 2005, y reintroducida como Hana Financial Group Inc. el 12 de diciembre de 2005.  
Hana Financial Group tiene un total de 10 subsidiarias. Aparte del Hana Bank, otras subsidiarias incluyen la firma Daehan Investment & Securities Co.

## Operaciones
Hana Financial Group es el tercer grupo bancario comercial de Corea del Sur (después del Kookmin Bank y del Woori Bank) y fue establecido en 1971. El banco alcanzó su tamaño actual mediante cuatro fusiones desde 1998, las dos mayores fueron con el Boram Bank en 1999 y con el Banco de Seúl en 2002. El mayor accionista individual al tiempo de su salida a bolsa era el banco de inversión estadounidense Goldman Sachs que adquirió el 9,4% de la nueva entidad en octubre; el segundo mayor era Temasek Holdings de Singapur con el 9,06% y el tercero más grande la corporación aseguradora alemana Allianz SE con el 5,3%. La última ha adquirido el 50% de la participación del Hana Bank en su sociedad conjunta (joint venture) de gestión de activos surcoreana en el tercer trimestre de 2005. Una joint venture entre Allianz y Hana finalizó en 2007 con la venta de la participación de Allianz a HSBC Insurance en enero de 2008 para formar Hana HSBC Life Insurance. Aunque no son una única entidad, el grupo empresarial Han de Corea también posee una participación significativa en el Grupo Financiero.
Comparado con los otros grupos bancarios líderes domésticos, el Grupo Financiero Hana tiene una calidad media de los activos más alta. Entre otro motivos, esto es resultado de un comparativamente menor negocio de las tarjetas de crédito y de la concentración del banco en los clientes de grandes patrimonios y pequeñas y medianas empresas (PYME). Adicionalmente, la recuperación de las compañías SK Corp y LG Card ha beneficiado al Grupo Financiero. Como resultado, el banco fue capaz de mejorar su ratio de morosidad hasta el 1,1% y el ratio de cobertura de pérdidas a más del 110% a final del año fiscal de 2004.
Los beneficios del Hana Bank mejoraron significativamente durante el año fiscal de 2004; especialmente los ingresos por comercio aumentaron un 172%. Junto con la fuerte disminución de las provisiones por insolvencia, el resultado operativo se triplicó con creces. En los primeros tres trimestres del año fiscal de 2005 el resultado operativo subió un 30,7% pero los ingresos netos disminuyeron un 17,8%, principalmente como resultado del aumento de impuestos. La capitalización del Grupo Financiero Hana es satisfactoria y ha aumentado desde la fusión de 2002, pero aún es inferior a la de otros grupos financieros similares.
En la actualidad, existen varias adquisiciones bajo discusión, las dos más importantes son la posible toma de control de LG Card (el segundo emisor doméstico de tarjetas de crédito) y la compra de la participación de la firma alemana Commerzbank en el Korea Exchange Bank (el quinto mayor grupo bancario de Corea del Sur). Adicionalmente, el Grupo Financiero Hana mismo podría ser el objetivo de la toma de control por parte de bancos extranjeros debido a su buen desarrollo, su fuerte posición en el mercado bancario doméstico y su elevada capitalización libre en los mercados de valores.		
Hana Financial Group fue clasificado en la posición 553 de la lista Forbes Global 2000 de 2008.  

## Compañías del Grupo
- Hana Bank
- Hana SK Card
- Hana Daetoo Securities (anteriormente Daehan Investment & Securities) (se fusionó con Hana IB Securities en 2008)
- Hana UBS Gestión de Activos (anteriormente Daehan Investment Trust Management)
- Hana HSBC Life Insurance (anteriormente Hana Life Insurance)
- Hana Capital
- Hana INS
- Hana Bank China

## Antiguas compañías
- Hana IB Securities (anteriormente Hana Securities en 1999~2007 y HFG IB Securities entre 1 de julio y 18 de julio de 2007) (se fusionó con Hana Daetoo Securities en 2008)
- Hana Allianz Investment Trust Management (actualmente Allianz Global Investors Korea)
- Qingdao International Bank